# Camponotus orthodoxus
Camponotus orthodoxus é uma espécie de inseto do gênero Camponotus, pertencente à família Formicidae.